# КФУ-Тигры
«КФУ-Тигры» (укр. КФУ-Тигри) — крымский бейсбольный клуб из Симферополя. Команда основана в 1995 году. Домашние игры проводит на стадионе КФУ (ТНУ).
До 2013 года команда выступала в чемпионате Украины. Пять раз «тигры» становились серебряными призёрами чемпионата и два раза доходили до финала Кубка Украины. Наивысшие достижение в российских соревнованиях — бронза Кубка России (2018, 2019).

## Названия
- Тигры (1996)
- Университет (1997—1999)
- ТНУ (2000)
- ТНУ-Палас (2001)
- ТНУ (2002—2008)
- ТНУ-Тигры (2009—2013)
- Тигры (2017)
- Тигры-Крым (2018)
- КФУ-Тигры (с 2019)

## История
Бейсбольная команда «Тигры» основана в 1995 году на базе Симферопольского государственного университета. В следующем году «Тигры» дебютировали в Первой лиге Украины. Под руководством Анатолия Терещенко команда заняла шестое место среди десяти участников. В 1997 году команда выступала под названием «Университет» и заняла первое место в регулярном турнире Первой лиги, получив право сыграть в переходном турнире за право участия в Высшей лиге. Симферопольцы в двух матчах одолели луганских «Степных Волков» и вышли в Высшую лигу. Тем не менее, в следующем сезоне турнир был реформирован и «Университет» играл в дивизионе «Б», где вновь добился победы.
После выхода команды в высший дивизион футбольное поле университета было переоборудовано для игры в бейсбол. Дебютный сезон в дивизионе «А» завершился для команды на предпоследнем шестом месте. В Кубке Украины симферопольцы дошли до полуфинала, где уступили будущему победителю турнира — кировоградскому «Горну». В 2000 году, в связи с переименованием вуза, команда выступает как ТНУ. По итогам сезона симферопольцы занимают последнее место, однако остаются участниками чемпионата в следующем году.
В 2001 году команда становится третьей на Кубке президента ФБСУ в Кировограде, побеждает в чемпионате и Кубке Симферополя. В чемпионате Украины впервые завоёвывает серебряные медали чемпионата, где выступает как «ТНУ-Палас» при поддержке профсоюза «Единство». За спортивные успехи команда награждается грамотой Симферопольского городского головы Валерия Ермака. Уже в следующем сезоне команда, выступающая под названием «ТНУ-Тигры», занимает последнее место и вылетает в дивизион «Б». В дивизионе «Б» симферопольцы играют на протяжении двух лет. В 2003 году команда побеждает на Кубке ректора ТНУ. После возвращения в высший дивизион Украины первые два года команда является аутсайдером турнира. В 2006 году команда занимает второе место на Кубке ректора ТНУ. В чемпионате Украины этого года «ТНУ-Тигры» занимают последнее место и по правилам должны были понизиться в классе, однако Федерация бейсбола и софтбола Украины отстранила от турнира другой симферопольский клуб — «УЭУ-РК ДЮСШ». Причиной послужил самозахват стадиона команды. Вакантное место в высшем дивизионе досталось «тиграм».
В 2007 году команда выигрывает Кубок ректора ТНУ и занимает восьмое место на Кубке президента ФБСУ (выступая как «Крым-2»). Будучи единственной крымской командой сезона 2007 года, бейсболисты после пятилетнего перерыва сумели вновь занять второе место чемпионата. В 2008 году симферопольцы повторили данное достижение, за что игрокам было присвоено звание мастеров спорта Украины. В течение следующих двух лет команда ТНУ дважды завоёвывает серебро чемпионата и Кубка страны, уступая во всех турнирах кировоградскому КНТУ. В 2011 году команда опускается на третью позицию, впервые в своей истории выиграв бронзу.
В 2012 году на 59-м году жизни скончался тренер команды Анатолий Терещенко. Новым тренером стал игрок команды Денис Агапов, ранее тренировавший детскую команду «тигров». Под руководством Агапова симферопольцы заняли последнее четвёртое место. В 2013 году команду возглавил другой игрок клуба — Анатолий Королёв, приведший команду к бронзовым медалям чемпионата.
После аннексии Крыма Россией команды полуострова прекратили выступать в украинском первенстве и стали участвовать в российских турнирах. В 2015 году «Тигры-ТНУ» и «Скифы-УЭУ» выступали как объединённая команда Крыма в чемпионате России.
В конце 2017 года произошёл раскол в Федерации бейсбола России в результате которого в следующем году проводилось два чемпионата страны. Один разыгрывался под эгидой Федерации бейсбола России, а другой — Федерации бейсбола Москвы. Анатолий Королёв тогда решает заявить команду для участия в турнире под эгидой ФБР. Поскольку клуб не имел финансовой возможности проводить выездные игры, была достигнута договорённость о том, что на выездах команду будут представлять молодые бейсболисты из Москвы. По итогам турнира команда заняла пятое место, проиграв все выездные матчи.
В 2018 году как «Тигры-Крым» команда принимает участие в Кубке России, где завоёвывает бронзу. На турнире в составе «тигров» выступал 49-летний питчер Дмитрий Старюк, впервые сыгравший в официальном матче ещё в 1987 году на Кубке УССР за «Фотон». В следующем году команда вновь завоёвывает бронзу, однако выступает уже под названием «Тигры-КФУ».

## Стадион
Команда выступает на университетском стадионе, расположенном на проспекте Вернадского, 4. Вместимость стадиона — 50 человек.
В 2012 году вокруг стадиона было установлено ограждение.

## Известные игроки
Участники чемпионатов Европы в составе сборной Украины:
- Денис Агапов
- Алексей Глухий
- Анатолий Королёв
- Константин Королёв
- Дмитрий Кошель
- Сергей Максимов

## Достижения
Чемпионат Украины по бейсболу
- Серебро (5): 2001, 2007, 2008, 2009, 2010
- Бронза (2): 2011, 2013

Кубок Украины по бейсболу
- Серебро (2): 2008, 2009

## Статистика
| Сезон | Дивизион                           | Раунд             | Место в чемпионате | И  | В  | П  | ОН  | ОП  | О  | Кубок Украины  | Прим.         |
| ----- | ---------------------------------- | ----------------- | ------------------ | -- | -- | -- | --- | --- | -- | -------------- | ------------- |
| 1996  | Первая лига Украины                | -                 | 6 из 10            | 9  | 4  | 5  | 77  | 82  | 13 |                | [ 13 ]        |
| 1997  | Первая лига Украины                | Регулярный турнир | 1 из 6             |    |    |    |     |     |    |                | [ 14 ]        |
| 1997  | Первая лига Украины                | Переходный турнир | 1 из 2             | 2  | 2  | 0  | 18  | 13  |    |                | [ 14 ]        |
| 1998  | Высшая лига Украины (дивизион «Б») | Регулярный турнир | 1 из 5             | 16 | 15 | 1  | 233 | 52  | 31 |                | [ 15 ] [ 16 ] |
| 1998  | Высшая лига Украины (дивизион «Б») | Переходный турнир | 2 из 3             | 2  | 1  | 1  | 15  | 9   | 3  |                | [ 15 ] [ 16 ] |
| 1999  | Высшая лига Украины (дивизион «А») | -                 | 6 из 7             | 36 | 5  | 31 | 123 | 293 | 35 | Полуфинал      | [ 17 ] [ 18 ] |
| 2000  | Высшая лига Украины (дивизион «А») | Зональный турнир  | 1 из 4             | 3  | 3  | 0  | 45  | 19  | 6  | Групповой этап | [ 3 ] [ 19 ]  |
| 2000  | Высшая лига Украины (дивизион «А») | Финальный этап    | 6 из 6             | 20 | 4  | 16 | 37  | 146 | 19 | Групповой этап | [ 3 ] [ 19 ]  |
| 2001  | Высшая лига Украины (дивизион «А») | -                 | 2 из 5             | 20 | 10 | 10 | 131 | 106 | 30 | 5-е место      | [ 20 ] [ 21 ] |
| 2002  | Высшая лига Украины (дивизион «А») | -                 | 6 из 6             | 30 | 6  | 24 | 99  | 266 |    |                | [ 22 ]        |
| 2003  | Высшая лига Украины (дивизион «Б») | -                 | 2 из 5             | 24 | 16 | 8  | 188 | 160 | 40 |                | [ 23 ]        |
| 2004  | Высшая лига Украины (дивизион «Б») | -                 | 1 из 6             | 30 | 28 | 2  | 362 | 82  |    | 1/4 финала     | [ 24 ] [ 25 ] |
| 2005  | Высшая лига Украины (дивизион «А») | -                 | 5 из 6             | 30 | 6  | 24 | 145 | 319 | 36 | 1/4 финала     | [ 26 ] [ 27 ] |
| 2006  | Высшая лига Украины (дивизион «А») | -                 | 6 из 6             | 30 | 5  | 25 | 107 | 326 | 34 | 1/4 финала     | [ 28 ] [ 29 ] |
| 2007  | Высшая лига Украины (дивизион «А») | -                 | 2 из 6             | 30 | 19 | 11 | 255 | 190 | 49 | Полуфинал      | [ 30 ] [ 31 ] |
| 2008  | Высшая лига Украины (дивизион «А») | -                 | 2 из 6             | 15 | 10 | 5  | 129 | 71  | 25 | Финалист       | [ 32 ]        |
| 2009  | Высшая лига Украины (дивизион «А») | -                 | 2 из 4             | 36 | 19 | 17 | 243 | 136 | 55 | Финалист       | [ 33 ] [ 34 ] |
| 2010  | Высшая лига Украины (дивизион «А») | -                 | 2 из 4             | 36 | 24 | 12 | 347 | 128 | 61 |                | [ 35 ]        |
| 2011  | Высшая лига Украины (дивизион «А») | -                 | 3 из 4             | 36 | 19 | 17 | 183 | 194 | 55 |                | [ 6 ]         |
| 2012  | Высшая лига Украины (дивизион «А») | -                 | 4 из 4             | 36 | 7  | 29 | 121 | 432 | 40 |                | [ 36 ]        |
| 2013  | Высшая лига Украины (дивизион «А») | -                 | 3 из 4             | 36 | 8  | 28 | 161 | 424 | 44 |                | [ 37 ]        |